# Jorge Alberto Mendonça
Jorge Alberto Mendonça (* 19. September 1938 in Luanda, Angola, damals noch portugiesische Kolonie) ist ein ehemaliger portugiesisch-angolanischer Fußballspieler.

## Karriere
Mendonça begann seine Karriere 1956 bei Sporting Lissabon. Von 1956 bis 1958 spielte er bei Sporting Braga und wechselte daraufhin zu Deportivo La Coruña, wo er in den Jahren 1957/1958 unter Vertrag stand. Zur Saison 1958 wechselte er zu Atlético Madrid und gewann dort die spanische Meisterschaft 1966 und den spanischen Pokal 1960, 1961 und 1965. Im Jahr 1962 gewann er mit Atletico den Europapokal der Pokalsieger.
1967 wechselte Mendonça zum FC Barcelona, wo er drei Jahre lang spielte und 1968 den Meistertitel holte. 1971 beendete er seine Karriere beim RCD Mallorca.